# Richard Bland

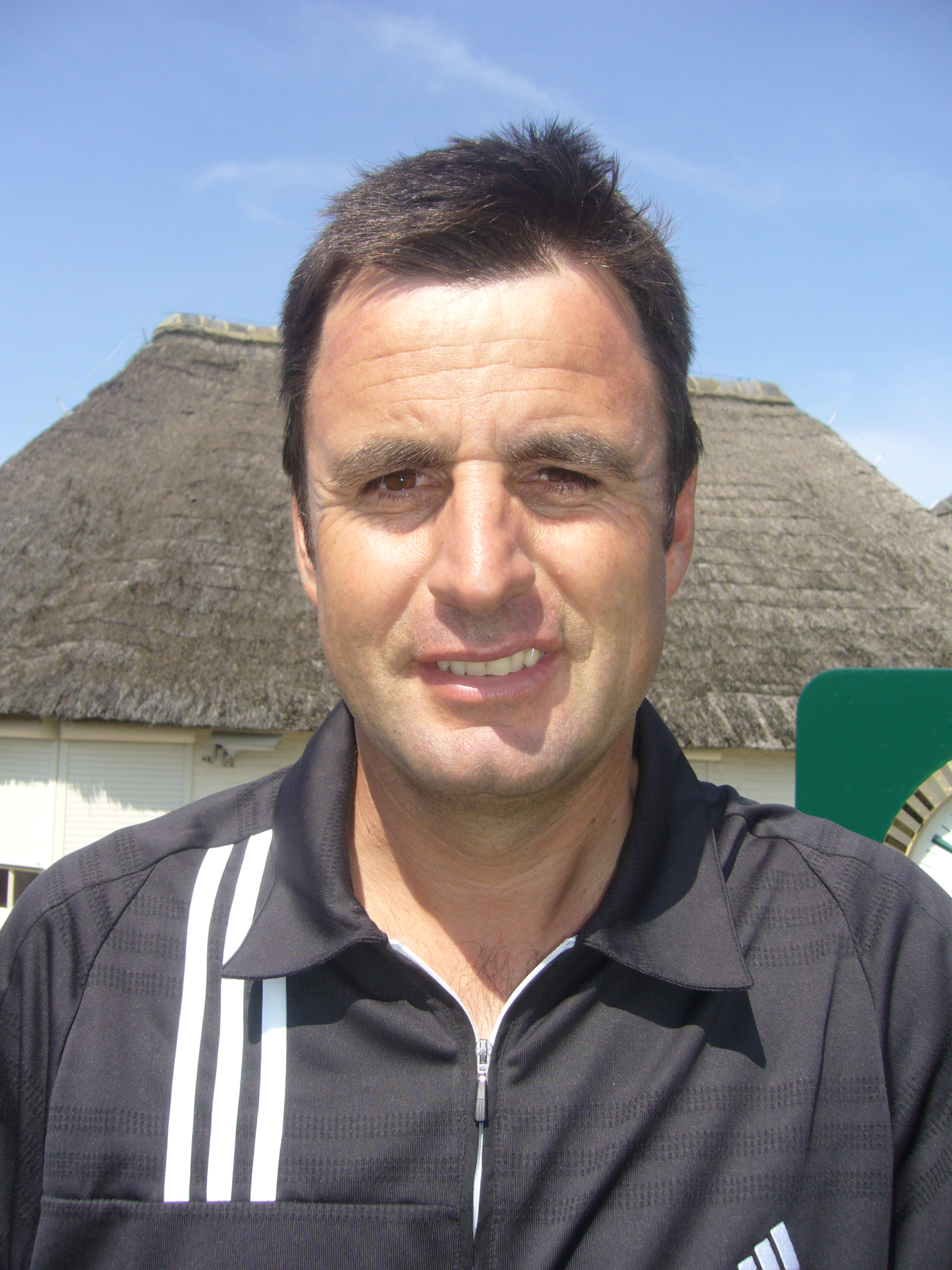
Richard Bland, 2009.

Richard Bland, född 3 februari 1973 i Burton upon Trent i England i Storbritannien, är en engelsk professionell golfspelare som spelar för Liv Golf och PGA European Tour. Han har tidigare spelat bland annat på Challenge Tour.
Bland har vunnit en European-vinst och en Challenge-vinst. Hans bästa resultat i majortävlingar är en delad 22:a plats vid 2017 års The Open Championship. Blands bästa prestation vid Liv Golf Invitational Series 2022 har varit en delad 16:e plats vid Liv Golf Invitational London och där han kunde inkassera 232 000 amerikanska dollar i prispengar. Han fick ytterligare 375 000 dollar i prispengar efter att hans lag Crushers GC kunde säkra andra platsen i lagtävlingen.
Han är nära vän med den engelske fotbollsspelaren Matthew Le Tissier och har haft Le Tissier som caddie under vissa golftävlingar.